# Atomstreitkräfte der Vereinigten Staaten

Emblem des USSTRATCOM, des Führungsorgans sämtlicher US-Atomstreitkräfte

Die Atomstreitkräfte der Vereinigten Staaten sind diejenigen Institutionen der Streitkräfte der Vereinigten Staaten, die für den Bau, den allgemeinen Betrieb, die Sicherheit, die Wartung und die Abrüstung des nuklearen Potenzials der Vereinigten Staaten zuständig sind.
Das US Strategic Command (USSTRATCOM), eins von neun Unified Combatant Commands des United States Department of Defense, ist verantwortlich für die Führung, Ausbildung, Ausrüstung, Verwaltung und Planung sämtlicher Atomstreitkräfte aller Teilstreitkräfte der Vereinigten Staaten.

## Aufgabe
Die vom damaligen US-Verteidigungsminister Donald Rumsfeld im Jahr 2004 unterzeichnete Nuclear Weapons Employment Policy umschreibt die Aufgabe des US-Arsenals wie folgt:

“U.S. nuclear forces must be capable of, and be seen to be capable of, destroying those critical war-making and war-supporting assets and capabilities that a potential enemy leadership values most and that it would rely on to achieve its own objectives in a post-war world.”

„Die nuklearen Streitkräfte der USA müssen fähig sein, und auch als fähig betrachtet werden, die für die Führung oder Unterstützung eines Krieges wichtigen Einrichtungen und Ressourcen zu zerstören, die ein möglicher Gegner als am wichtigsten einstuft, um seinen Zielen in einer Nachkriegsordnung zu dienen.“

In der im April 2010 veröffentlichten Nuclear Posture Review der Obama-Regierung wurden folgende Kernpunkte der US-Kernwaffenpolitik festgelegt:

“The United States will meet its commitment under Article VI of the NPT to pursue nuclear disarmament and will make demonstrable progress over the next five to ten years. We will work to reduce the role and numbers of U.S. nuclear weapons while enhancing security for ourselves, and our allies and partners.”

„Die Vereinigten Staaten werden ihre Zusagen unter Artikel IV des NPT einhalten, nukleare Abrüstung voranzutreiben und messbare Fortschritte dahingehend in den nächsten 5 bis 10 Jahren machen. Wir werden daran arbeiten, die Rolle und die Anzahl nuklearer Waffen der Vereinigten Staaten zu verringern während wir die Sicherheit für uns, unserer Verbündeten und Partner vergrößern.“

“The United States will continue to strengthen conventional capabilities and reduce the role of nuclear weapons in deterring non-nuclear attacks, with the objective of making deterrence of nuclear attack on the United States or our allies and partners the sole purpose of U.S. nuclear weapons.”

„Die Vereinigten Staaten werden die Stärkung ihrer konventionellen Fähigkeiten fortsetzen und die Rolle von Kernwaffen bei der Abschreckung nicht-nuklearer Angriffe reduzieren, mit der Maßgabe, die Rolle von US-Kernwaffen alleinig auf die Abschreckung von nuklearen Angriffen auf die Vereinigten Staaten oder unserer Verbündeten und Partner zu beschränken.“

“The United States would only consider the use of nuclear weapons in extreme circumstances to defend the vital interests of the United States or its allies and partners.”

„Die Vereinigten Staaten werden den Einsatz von Kernwaffen nur in extremen Situationen in Betracht ziehen, um die lebenswichtigen Interessen der Vereinigten Staaten oder ihrer Verbündeten und Partner zu verteidigen.“

“The United States will not use or threaten to use nuclear weapons against non-nuclear weapons states that are party to the NPT and in compliance with their nuclear nonproliferation obligations.”

„Die Vereinigten Staaten werden ihre Kernwaffen nicht gegen nicht-Kernwaffenstaaten einsetzen oder mit diesen drohen, wenn diese Staaten Mitglied des NPT sind und dessen Bedingungen erfüllen.“

Ob ein atomarer Ersteinsatz als Antwort auf einen Angriff mit biologischen oder chemischen Waffen möglich sein soll, lässt der Text der NPR offen.

## Kernwaffenbestand
Das Arsenal wird in strategische und taktische Kernwaffen unterteilt. Strategische Waffen sind für den Einsatz auf Trägern mit großer Reichweite gedacht und sind zur Zerstörung der militärischen und industriellen Infrastruktur eines potentiellen Gegners in dessen Hinterland vorgesehen. Das strategische Arsenal ist Bestandteil der limitierenden START-1- und SORT-Verträge mit der Russischen Föderation. Für den START-1-Vertrag zählen im Wesentlichen die Trägersysteme für die Kernwaffen, für den SORT-Vertrag die Anzahl der einsatzbereiten Kernwaffen selbst. Taktische Waffen sind Gefechtsfeldwaffen für Träger mit geringer bis mittlerer Reichweite. Taktische Kernwaffen der USA sind mit Ausnahme des INF-Vertrages zum Verbot von Mittelstreckenraketen und landgestützten Marschflugkörpern nicht limitiert und kein Bestandteil des New-START-Vertrages zwischen den USA und Russland.
Weiterhin wird der Bestand entsprechend der Verfügbarkeit der Waffen unterteilt. Für den SORT-Vertrag werden nur strategische Waffen des operativen Bestandes gezählt. Sie sind auf ihren Trägersystemen montiert und können auf Befehl mehr oder minder sofort zum Einsatz gebracht werden. Die Waffen des inaktiven Bestandes sind nicht sofort verfügbar. Meist fehlen ihnen bestimmte in ihrer Lebenszeit begrenzte Komponenten, so z. B. Tritiumgas oder die Neutronenquelle. Sie können aber bei Bedarf wieder reaktiviert werden. Weiterhin gibt es einen Bestand an ausgemusterten Waffen, welche auf die Verschrottung in der Pantex-Anlage bei Amarillo, Texas, warten. Anfang des Jahres 2009 setzte sich das amerikanische Arsenal aus etwa 2200 operativen strategischen Waffen, etwa 500 aktiven taktischen Waffen, 2500 inaktiven sowie etwa 4200 ausgemusterten Waffen zusammen, im Vergleich lag das Allzeithoch des amerikanischen Bestandes bei 32.040 Waffen im Jahr 1966. Für den START-1-Vertrag wurden 1.198 Trägersysteme zum 1. Januar 2009 gezählt.
| MOU Zahlen im Rahmen des START I Vertrages | MOU Zahlen im Rahmen des START I Vertrages               | MOU Zahlen im Rahmen des START I Vertrages            | MOU Zahlen im Rahmen des START I Vertrages | MOU Zahlen im Rahmen des START I Vertrages    |
| Stand                                      | Anzahl Trägersysteme gesamt (ICBM, SLBM, schwere Bomber) | Zugerechnete Sprengköpfe (ICBM, SLBM, schwere Bomber) | Zugerechnete Sprengköpfe (ICBM, SLBM)      | Sprengkraft in MT (ICBM und SLBM Sprengköpfe) |
| ------------------------------------------ | -------------------------------------------------------- | ----------------------------------------------------- | ------------------------------------------ | --------------------------------------------- |
| 1. Juli 2009                               | 1188                                                     | 5916                                                  | 4864                                       | 1857,3                                        |
| 1. Januar 2009                             | 1198                                                     | 5576                                                  | 4514                                       | 1717,3                                        |
| 1. Januar 2008                             | 1225                                                     | 5914                                                  | 4816                                       | 1826,1                                        |
| 1. September 1990                          | 2246                                                     | 10.563                                                | 8210                                       | 2361,3                                        |

| Operativer US Kernwaffenbestand    | Operativer US Kernwaffenbestand | Operativer US Kernwaffenbestand | Operativer US Kernwaffenbestand | Operativer US Kernwaffenbestand | Operativer US Kernwaffenbestand | Operativer US Kernwaffenbestand | Operativer US Kernwaffenbestand | Operativer US Kernwaffenbestand |
|                                    | Träger                          | Träger                          | Träger                          | Träger                          | Sprengköpfe                     | Sprengköpfe                     | Sprengköpfe                     | Sprengköpfe                     |
| Jahr                               | 2000                            | 2005                            | 2009                            | 2010                            | 2000                            | 2005                            | 2009                            | 2010                            |
| ---------------------------------- | ------------------------------- | ------------------------------- | ------------------------------- | ------------------------------- | ------------------------------- | ------------------------------- | ------------------------------- | ------------------------------- |
| Strategisches Arsenal (gesamt)     | 1055                            | 961                             | 851                             | 851/798                         | 7206                            | 4216                            | 2200                            | 1968                            |
| ICBM (gesamt)                      | 550                             | 510                             | 450                             | 500                             | 2000                            | 1150                            | 550                             | 500                             |
| Minuteman III W62/Mk12             | 200                             | 200                             | 0                               | 0                               | 600                             | 300                             | 0                               | 0                               |
| Minuteman III W78/Mk12A            | 300                             | 300                             | 250                             | 250                             | 900                             | 750                             | 350                             | 250                             |
| Minuteman III W87/Mk21             | 0                               | 0                               | 200                             | 200                             | 0                               | 0                               | 200                             | 250                             |
| MX Peacekeeper W87/Mk21            | 50                              | 10                              | 0                               | 0                               | 500                             | 100                             | 0                               | 0                               |
| SLBM (gesamt)                      | 408                             | 336                             | 288                             | 288                             | 3456                            | 2016                            | 1152                            | 1152                            |
| UGM-96A Trident I C-4 W76-0/Mk4    | 192                             | 48                              | 0                               | 0                               | 1536                            | 288                             | 0                               | 0                               |
| UGM-133A Trident II D-5 W76-0/Mk4  | 216                             | 288                             | 288                             | 288                             | 1536                            | 1344                            | 718                             | 568                             |
| UGM-133A Trident II D-5 W76-1/Mk4A | 216                             | 288                             | 288                             | 288                             | 0                               | 0                               | 50                              | 200                             |
| UGM-133A Trident II D-5 W88/Mk5    | 216                             | 288                             | 288                             | 288                             | 384                             | 384                             | 384                             | 384                             |
| Bomber (gesamt)                    | 97                              | 115                             | 113                             | 113/60                          | 1750                            | 1050                            | 500                             | 316                             |
| B-2                                | 21                              | 21                              | 20                              | 20/16                           | kA                              | kA                              | kA                              | kA                              |
| B-52H                              | 76                              | 94                              | 93                              | 93/44                           | kA                              | kA                              | kA                              | kA                              |
| B61-7                              | kA                              | kA                              | kA                              | kA                              | 950                             | 200                             | 150                             | 100                             |
| B61-11                             | kA                              | kA                              | kA                              | kA                              | 950                             | 200                             | 150                             | 100                             |
| B-83                               | kA                              | kA                              | kA                              | kA                              | 950                             | 200                             | 150                             | 100                             |
| ALCM/W80-1                         | kA                              | kA                              | kA                              | kA                              | 400                             | 350                             | 350                             | 216                             |
| ACM/W80-1                          | kA                              | kA                              | kA                              | kA                              | 400                             | 400                             | 0                               | 0                               |
| Taktische Waffen (gesamt)          | kA                              | kA                              | kA                              | kA                              | 1670                            | 780                             | 500                             | 500                             |
| TLAM/N                             | 325                             | 325                             | 100                             | 100                             | 320                             | 200                             | 100                             | 100                             |
| B61-2/3/4/10                       | kA                              | kA                              | kA                              | kA                              | 1350                            | 580                             | 400                             | 400                             |

## Organisation und Ausrüstung
Im Gegensatz zur französischen Atomstreitmacht ist das Atomwaffenarsenal nicht vollständig zentral organisiert. Vielmehr wird es vom zuständigen Funktionalkommando der Streitkräfte für die strategische Planung, dem United States Strategic Command (USSTRATCOM) koordiniert, die Handhabung verbleibt aber bei den Streitkräften.
Die USA sind neben Russland (und eingeschränkt der Volksrepublik China) der einzige atomwaffenführende Staat, der sich eine nukleare Triade leistet. Dies bedeutet, dass das Land seegestützte Interkontinentalraketen, landgestützte Interkontinentalraketen und eine Bomberflotte zur nuklearen Abschreckung besitzt. Diese werden von der US Air Force und der US Navy betrieben. Die weiteren Teilstreitkräfte der USA verfügen seit dem Ende des Kalten Krieges Anfang der 1990er-Jahre über keine Kernwaffen mehr.

### Luftstreitkräfte

#### Strategische Waffen
Die strategische Bomberflotte ist der älteste Bestandteil der nuklearen Abschreckung der USA und ist seit den Kernwaffeneinsätzen gegen Japan am Ende des Zweiten Weltkrieges mit dieser Aufgabe betraut. Der START-1-Vertrag zählte zum 1. Januar 2009 56 Bomber B-1B Lancer, 19 B-2 Spirit und 141 B-52 Stratofortress. Der Bomber B-1B Lancer hat aber seit Mitte der 1990er-Jahre keine nukleare Mission mehr. In den Zahlen des SORT-Vertrages werden ihm daher auch keine operativen Waffen zugerechnet. Von den 141 gelisteten B-52-Bombern sind nur 94 B-52H im aktiven Einsatz, 46 B-52H sind als Reserve eingemottet. Es gibt vier Staffeln mit B-52H, jeweils zwei auf der Barksdale Air Force Base und auf der Minot Air Force Base. Die 19 B2-Bomber sind auf der Whiteman Air Force Base stationiert.
Für diese stehen vier verschiedene Typen von Kernwaffen zur Verfügung, die Bomben B61-7 (0,3 bis 340 kT), B61-11 (max. 340 kT) und B83-1 (wenige kT bis 1,2 MT). Die B52 kann weiterhin die Air Launched Cruise Missile (ALCM) mit dem W80-1-Sprengkopf (5 bis 150 kT) tragen. Die B61-11 ist eine modifizierte B61-7-Bombe speziell zum Einsatz gegen Bunker. Die B83-1 ist die stärkste Waffe im US-Arsenal und die einzige im Megatonnenbereich. Es war geplant, im Rahmen eines Lebenszeitverlängerungsprogrammes ab dem Jahr 2008 den W80-3 für die ALCM zu produzieren. Dieses Projekt wurde allerdings verschoben, und der neue Sprengkopf soll erst zwischen 2036 und 2039 hergestellt werden. Die aktuelle aktive Bomberflotte kann etwa 500 Kernwaffen tragen.
Im Jahr 2007 wurden 450 Advanced Cruise Missiles (ACM) außer Dienst gestellt. Im Rahmen dieses Prozesses wurden versehentlich sechs Waffen mit echten Sprengköpfen auf einer B-52H von der Minot AFB ausgeflogen. Dies war das erste Mal seit 1968, dass Bomber der USA mit echten Kernwaffen in der Luft waren. Das Verschwinden der Waffen wurde für rund 36 Stunden nicht bemerkt. Weiterhin wurden sechs Nasenspitzen von Mk12-Wiedereintrittskörpern für den W62-Sprengkopf fälschlicherweise nach Taiwan geliefert. Bei den nachfolgenden Untersuchungen wurde eine Reihe von Sicherheitsbrüchen und ein Mangel an Aufmerksamkeit für die nukleare Mission bei der US Air Force festgestellt. Es kam daraufhin zu einer Reihe von Umstrukturierungen bei der US Air Force, die Reduzierung der B-52H Flotte wurde gestoppt und eine Staffel wird auf Rotationsbasis nun jeweils für ein Jahr nur mit der nuklearen Mission betraut.
Die USA betreiben weiterhin ein Arsenal von 451 Minuteman-III-Interkontinentalraketen (Stand 1. Januar 2009) mit rund 550 Sprengköpfen im Vergleich zu einem Arsenal von 1050 Raketen mit 2500 Sprengköpfen im Jahr 1990. Die Minuteman III ist eine dreistufige Feststoffrakete mit einer Startmasse von rund 35 Tonnen und einer Reichweite von etwa 11.000 km. Die Raketen wurden mit je drei Sprengköpfen vom Typ W62/Mk12 (170 kT) und W78/Mk12A (335 kT) stationiert. Jeweils 150 Raketen sind an der Minot Air Force Base, der Francis E. Warren Air Force Base und der Malmstrom Air Force Base in Dienst. Die Rakete ist in Einzelsilos stationiert, von denen jeweils 10 von einem unterirdischen Startzentrum kontrolliert werden. Sie kann im Bedarfsfall auch von E-6B TACAMO Airborne Command Post (fliegender Leitstand) abgefeuert werden, wie es bei einem Test im Jahr 2008 von der Vandenberg Air Force Base durchgeführt wurde. Die Interkontinentalraketen sind die am schnellsten verfügbare Komponente der US-Streitkräfte. Nur 30 Sekunden nach Erteilung eines gültigen Startbefehls können die Raketen ihre Silos verlassen. Seit dem Jahr 1994 werden im Rahmen einer Vereinbarung mit Russland die Raketen mit Zielen auf offener See programmiert. Dies ist eine Sicherheitsmaßnahme im Falle eines versehentlichen oder unautorisierten Abschusses der Rakete. Nur im Falle eines autorisierten Abschusses werden der Rakete echte Ziele zugewiesen. Bis 2011 soll ein intensives Modernisierungsprogramm an der Flotte abgeschlossen werden, welches neue Triebwerke, neuen Treibstoff, ein neues Steuerungssystem und Software einschließt. Der W62/Mk12 wurde wahrscheinlich bis Anfang 2009 komplett ausgemustert und im Rahmen des Safety Enhanded Reentry Vehicle Program (SERV – Wiedereintrittskopf mit erhöhter Sicherheit) durch jeweils einem W87/Mk21 (300 kT) pro Rakete von der bis 2005 ausgemusterten Peacekeeper ICBM ersetzt. Der W78/Mk12A soll weiterhin in Dienst bleiben und einem Lebenszeitverlaengerungsprogramm unterzogen werden. Jedoch soll nach der aktuellen Nuclear Posture Review die Minutemanflotte “ent-MIRVt” werden, das heißt jede Rakete soll zukünftig nur noch einen Sprengkopf tragen. Eine größere Anzahl von Sprengköpfen wird im passiven Bestand verbleiben, um die Minuteman III im Bedarfsfall nachrüsten zu können. Im Jahr 2003/04 wurden Pläne für eine neue ICBM konkretisiert, welche bis 2018 in Dienst gestellt werden sollte. Dieses Vorhaben wurde aber bis zum Jahr 2030 verschoben, allerdings wird weiter an Studien für die neue Rakete sowie deren Sprengkopf gearbeitet.

#### Taktische Kernwaffen
Die US Air Force hat etwa verschiedene Varianten der taktische Kernwaffe B61 in ihrem operativen Bestand. Die Bomben können von F-15, F-16, Panavia Tornado, F-22 Raptor und F-35 abgeworfen werden. In den USA ist der 4th Fighter Wing auf der Seymour Johnson Air Force Base mit der nuklearen Aufgabe betraut. In sechs NATO-Ländern (in Deutschland, Belgien, dem Vereinigten Königreich, den Niederlanden, Italien und der Türkei) sind die taktischen Kernwaffen zum Einsatz durch US-Flugzeuge bzw. im Rahmen der nuklearen Teilhabe durch Flugzeuge anderer Staaten stationiert. Weitere Bomben aus dem inaktiven Bestand sind auf der Nellis Air Force Base in Nevada und Kirtland Air Force Base in New Mexico gelagert.

### Kernwaffen der Marine

#### Strategische Waffen
Die US Navy unterhält mit ihren 14 SSBN der Ohio-Klasse den größten Teil des amerikanischen strategischen Kernwaffenarsenals. Insgesamt wurden 18 Boote dieser Klasse gebaut, welche jeweils 24 Raketen vom Typ Trident I C5 oder Trident II D5 tragen können. Im Jahr 2006 wurden vier Boote zum Tragen von Marschflugkörpern und Ausführen von Spezialmissionen umgerüstet und tragen seitdem keine Kernwaffen mehr. Sie werden aber weiterhin in MOU-Daten des START-1-Vertrages gelistet mit 96 Trident I C4. Von den 14 verbliebenen Booten befinden sich im Wechsel 12 im aktiven Einsatz und zwei zu Überholungsarbeiten außer Dienst. Die Stationierungsorte sind Kings Bay in Georgia mit sechs Booten und in Bangor in Washington mit acht Booten. Etwa 60 % der derzeitigen Abschreckungspatrouillen finden im Pazifischen Ozean statt und 40 % im Atlantik, im Gegensatz zu nur 15 % pazifischer Patrouillen in den 1980er-Jahren. Auch wenn sich durch die reduzierte Anzahl von Booten die Gesamtzahl Einsätze verringert hat, ist die Einsatzfrequenz pro Boot und Mannschaft ähnlich hoch wie vor Ende des Kalten Krieges. Die Einsatzzeit der Boote wurde von ursprünglich geplanten 30 Jahren auf 45 Jahre erhöht.
Seit dem Jahr 2008 tragen die U-Boote der Ohio-Klasse nur noch die Trident II D5. Die Rakete besteht aus drei Feststoffstufen, hat eine Startmasse von rund 60 Tonnen bei einer maximalen Reichweite (abhängig von der Zuladung) von etwa 11.000 km. Sie wird von Lockheed-Martin als Hauptauftragnehmer endgefertigt. Zwischen 1989 und 2007 wurden 425 Raketen im Rahmen des Originalvertrages für die US Navy gefertigt. Durch die Einsatzzeitverlängerung der Ohio-SSBN-Klasse wurde auch eine Verlängerung der Dienstzeit der Trident II D5 nötig. Daher bestellte die US Navy im Jahr 2007 108 neue Trident II D5LE (LE – Life Extended – einsatzzeitverlängert) für einen Gesamtwert von 15 Milliarden US-$. Die ersten 12 Raketen wurden 2008 geliefert, die restlichen sollen bis 2012 folgen und ab 2013 ältere Raketen ersetzen, welche bei Testflügen verbraucht werden sollen. Die Trident II D5 hat eine Bilanz von derzeit 134 erfolgreichen Flügen in Folge zwischen 1989 und 2010, was sie sowohl im Vergleich zu anderen ballistischen Raketen als auch Trägerraketen zu der erfolgreichsten „Großrakete“ macht.
Die Trident II D5 kann bis zu 12 Sprengköpfe tragen, im Rahmen des START-1-Vertrages wurde diese Zahl aber auf 8 Sprengköpfe pro Rakete begrenzt. Im „Nuclear Notebook“ des Bulletin of the Atomic Scientists schätzen die Autoren die Anzahl pro Rakete aber auf im Durchschnitt vier, was zu einer Gesamtanzahl von 1152 stationierten Sprengköpfen führt. Mehr als 2000 Sprengköpfe für die Trident II D5 befinden sich aber im inaktiven Bestand und können im Bedarfsfall zusätzlich auf den Raketen installiert werden. Die Rakete trägt drei verschiedene Typen von Sprengköpfen, den W76-0/Mk4 (100 kT), den W76-1/Mk4A (100 kT) und W88/Mk5 (475 kT). Insgesamt wurden etwa 3400 W76-0/Mk4 bis 1986 produziert. Da es Zweifel an der Sicherheit und des Sprengkopfes gab, wurde im Jahr 2000 ein intensives Verbesserungsprogramm des Sprengkopfes initiiert. Die Bush-Regierung beschloss im Jahr 2005, etwa zwei Drittel des Bestandes von W76-0/Mk4 zu W76-1/Mk4A umzurüsten. Der neue Sprengkopf ist nicht nur in Hinsicht auf Sicherheit und Zuverlässigkeit verbessert, sein neues Zündsystem führt auch zu einer erhöhten Genauigkeit und erlaubt nun den Einsatz des Sprengkopfes gegen „harte“ Ziele, wodurch die militärische Einsatzfähigkeit der SSBN-Flotte der USA wesentlich gesteigert wird. Der W88/Mk5 ist einer der jüngsten Sprengköpfe im US-Arsenal, 1988 und 1989 wurde er in einer Stückzahl von etwa 400 Einheiten gebaut. Er ist derzeit der schlagkräftigste Raketensprengkopf der USA mit der höchsten Sprengkraft und Zielgenauigkeit. Für den Januar 2009 wird von einer Anzahl von 718 W76-0/Mk4, 50 W76-1/Mk4A und 384 W88/Mk5 auf 288 Trident II D5 ausgegangen. Großbritannien nutzt ebenfalls die Trident II D5 zusammen mit einer Modifikation des W76 auf seinen SSBN der Vanguard-Klasse als sein derzeit einziges nukleares Waffensystem. 16 Flugzeuge des Typs Boeing E-6B Tacamo (steht für take charge and move out) sollen modernisiert werden und dienen als Kommando- und Verbindungsflugzeug zu den strategischen U-Booten (SSBNs).

#### Taktische Waffen
Zu Zeiten des Kalten Krieges verfügte die US Navy auch über einen großen Bestand an taktischen Kernwaffen. Dies schloss unter anderem freifallende Bomben für Marineflugzeuge sowie nuklear bestückte Torpedos und Wasserbomben sowie Marschflugkörper für Unter- und Überwasserschiffe ein. Allerdings befinden sich durch eine Vereinbarung aus dem Jahr 1994 mit Russland keine taktischen Kernwaffen mehr auf Schiffen der US Navy. Seit Mitte der 1990er-Jahre verfügt die US Navy nur noch über nuklear bestückte Marschflugkörper zur Bekämpfung von Zielen an Land, sogenannte TLAM/N (Tomahawk Land Attack Missile/Nuclear). Die Marschflugkörper werden an den Marinebasen Kings Bay in Georgia und in Bangor, Washington zusammen mit den strategischen Kernwaffen der US Navy gelagert. Etwa 100 TLAM/N gehören dem aktiven Bestand an und können von etwa einem Dutzend der 53 amerikanischen SSN abgefeuert werden. Weitere 200 sind Teil des inaktiven Bestandes. Die TLAM/N sind mit je einem Sprengkopf des Typs W80-0 ausgestattet. Ein Einsatzzeitverlängerungsprogramm für die TLAM/N und ihren Sprengkopf ist nicht in Planung und ihr Einsatz soll voraussichtlich 2013 beendet werden.

## Kernwaffenkomplex

### Forschung, Entwicklung und Tests
Die USA unterhalten drei nationale Labore, welche mit der Forschung an Kernwaffen betraut sind: das Los Alamos National Laboratory in Los Alamos, New Mexico, das Lawrence Livermore National Laboratory in Livermore, Kalifornien, und das Sandia National Laboratories mit zwei Standorten in Albuquerque, New Mexico, und Livermore, Kalifornien. Diese Institute werden für die National Nuclear Security Administration (NNSA), welche dem Department of Energy unterstellt ist, von Auftragsnehmern betrieben. Weiterhin ist der NNSA die Nevada Test Site für Kernwaffentests unterstellt. Durch ein Moratorium wurde seit 1992 kein Kernwaffentest mehr durchgeführt, laut Aussagen der NNSA kann die Testtätigkeit innerhalb von 24 Monaten wieder aufgenommen werden. Die Vandenberg Air Force Base wird als Startplatz für Minuteman-III-Tests benutzt. Starts von Trident-II-D5-Raketen finden von den U-Booten der Ohio-Klasse in gesperrten Gebieten vor der Küste Floridas bzw. Kaliforniens statt. Die Zielgebiete für die ungeladenen Sprengköpfe der Raketen liegen meist in der Nähe des Kwajalein-Atolls oder Guams.

### Produktionsanlagen
Die Anlage Y-12 National Security Complex in Oak Ridge, Tennessee, ist die zentrale Einrichtung der USA zur Aufarbeitung und Lagerung von waffenfähigem Uran für das Kernwaffenprogramm und die Reaktoren der U-Boote der US Navy. Eine neue Produktion dieses Materials findet aber seit Mitte der 1960er-Jahre in den USA nicht mehr statt. Tritium für das Kernwaffenprogramm wird in der Savannah-River-Anlage in Aiken, South Carolina, produziert. Nichtnukleare Komponenten für Kernwaffen werden in der Kansas City Plant in Kansas City, Missouri hergestellt. Die Pantex-Anlage bei Amarillo, Texas, ist für die Endfertigung und Demontage von Waffen verantwortlich. Während die USA in den 1990er-Jahren im Schnitt 1800 Waffen pro Jahr demontierten und das Allzeithoch im Jahr 1969 bei 3045 demontierten Sprengköpfen lag, wurden im Jahr 2006 nur 150 Sprengköpfe verschrottet. Diese Zahl ist bis auf etwa 300 im Jahr 2008 gestiegen. Die Anlage zur Herstellung von Plutoniumkernen in Rocky Flats wurde nach einer FBI-Razzia im Jahr 1989 geschlossen und damit die Produktion neuer US-Kernwaffen abrupt beendet. Erst im Jahr 2007 wurde an der TA-55-Einrichtung in Los Alamos der erste neue zertifizierbare Plutoniumkern seit 1989 hergestellt. Die Anlage soll bis zu 10 Kerne pro Jahr produzieren, zuerst für den W88, um für Testzwecke zerstörte Kerne zu ersetzen. Danach sollen auch Kerne für andere Waffen produziert werden. Neue Waffen sollen dem Arsenal nach Aussage von Präsident Barack Obama nicht hinzugefügt werden. Das Entwicklungsprogramm für den Reliable Replacement Warhead wurde zweimal durch den US-Kongress im Jahr 2007 und 2008 abgelehnt.